# Hocheinbau
Beim Hocheinbau handelt es sich um ein Bauverfahren, das bei der Instandsetzung und Erneuerung von Straßen zum Einsatz kommt. Dabei erfolgt der Einbau von Beton (einlagig) oder Asphalt (ein- oder mehrlagig) auf einer vorhandenen Straßenbefestigung, sodass die Fahrbahnhöhen nach dem Einbau mindestens 4 cm über dem Bestand liegen. Das Verfahren unterscheidet sich damit vom Tiefeinbau, bei dem die vorhandene Straßenbefestigung entweder teilweise oder vollständig ausgetauscht wird und die Fahrbahnhöhen im Wesentlichen unverändert bleiben.
Verglichen mit dem Tiefeinbau liegen die Kosten beim Hocheinbau niedriger, da die Bauzeit geringer ausfällt sowie kein Material ausgebaut und entsorgt werden muss. Das Bauverfahren ist allerdings nur dann geeignet, wenn die vorhandene Straßenbefestigung ausreichend tragfähig ist. Zudem muss beachtet werden, dass sich durch die Erhöhung der Fahrbahn die lichte Höhe beispielsweise in Tunnelbauwerken bzw. unter Brückenbauwerken reduziert und Straßeneinbauten, wie etwa Kappen und Schächte, oder die seitlichen Bankette angehoben werden müssen.

## Normen und Standards
Deutschland
- Richtlinien für die Standardisierung des Oberbaus von Verkehrsflächen (RStO 12)

Österreich
- RVS 03.08.64 Oberbauverstärkung von Asphaltstraßen

Schweiz
- SN 640 324 Dimensionierung des Strassenaufbaus; Unterbau und Oberbau